# NGC 3639
NGC 3639 este o galaxie spirală situată în constelația Leul. A fost descoperită în 21 ianuarie 1855 de către William Parsons, 3rd Earl of Rosse⁠(d).